# Хусто, Либорио
Либорио Хусто (исп. Liborio Justo, псевдонимы — Кебрачо и Лободон Гарра (исп. Quebracho, Lobodón Garra), 6 февраля 1902 — 10 августа 2003) — аргентинский писатель и политический деятель-коммунист.

## Биография
Сын 23-го президента страны, генерала Агустина Педро Хусто. Оставив на третьем году обучение в медицинском вузе, отправился в Европу и Соединенные Штаты, где продолжил учёбу и стал политически активен. Во время пребывания в США в 1934 году под влиянием ультралевой группы Хьюго Ойлера занял антисталинистские и троцкистские позиции. 
Порвав со своим классом и семейством, по возвращении домой вступил в Коммунистическую партию Аргентины, однако покинул её ряды в 1937 году, публично осудив господство сталинизма в КПА в статье для литературно-политического журнала «Claridad». Стал сторонником Четвёртого Интернационала, издавал его бюллетень в Аргентине и организовал первую конференцию местной секции — Рабочей революционной группы (GOR).
Получил общенациональную известность, когда в 1936 году во время выступления приехавшего с визитом Франклина Рузвельта проник в здание Сената и прервал речь президента США возгласом «Долой империализм янки!». Отец Хусто на тот момент ещё был президентом Аргентины. В центральном вопросе, на тот момент разделявшем троцкистское движение страны, Либорио Хусто стоял на позициях необходимости национально-освободительной революции под началом рабочего класса; этим он предвосхитил как будущее сближение аргентинских троцкистов с левыми перонистами, так и распространение маоистских идей в Латинской Америке. 
Однако на тот момент из-за многочисленных противоречий с товарищами по троцкистскому движению Хусто порвал с ним, и к 1942 году остался без соратников. Несмотря на его таланты и энергию, он страдал манией величия и работать с ним было невозможно — своих фракционных оппонентов он обычно называл жуликами, идиотами, обезьянами, тупицами и агентами Уолл-стрит или ФБР, а с немногочисленными единомышленниками мог разругаться в считанные дни, как это было, когда он поселился у писателя Орасио Кироги. В 1943 году он удалился жить в дикой природе на островах, о чём впоследствии написал книгу. 

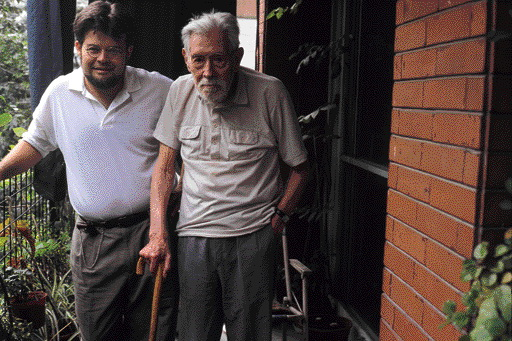
Либорио Хусто с натуралистом Клаудио Бертонатти, 1999 год.

Вообще, Хусто оказался довольно плодовитым автором, оставив ряд спорных работ, включая биографию Льва Троцкого 1959 года, в которой строит конспирологические теории, обвиняющие основателя троцкизма в работе на американский империализм с целью подрыва Мексиканской революции. До конца своей долгой жизни (он умер в 2003 году в возрасте 101 года) Либорио Хусто оставался публицистом-одиночкой.